# Jokilampi (sjö i Lappland, lat 66,67, long 27,05)
Jokilampi är en sjö i Finland. Den ligger i kommunen Kemijärvi i landskapet Lappland, i den norra delen av landet, 700 km norr om huvudstaden Helsingfors. Jokilampi ligger 223,1 meter över havet. Arean är 42,1 hektar och strandlinjen är 4,14 kilometer lång. Sjön  ingår i Kemi älvs huvudavrinningsområde. 